# Sage Brocklebank
Sage Brocklebank (Vancouver, 14 gennaio 1978) è un attore canadese.

## Biografia
Nato a Vancouver da Brent e Judy Brocklebank, ha intrapreso fin da giovane la professione di giocatore professioniste di Poker sviluppando contemporaneamente la passione per la recitazione.
Dopo aver interpretato un ruolo minore nella serie televisiva Point Blank nel 2002, grazie alla sua alta statura, 6' 5" ft (1,96 m), inizia ad apparire sempre più di frequente in numerosi film e serie TV, nel ruolo di caratterista.
Tra gli altri ruoli, nel corso della sua carriera, ha interpretato Brian Porterson, protagonista del film TV How I Married My High School Crush, ed è comparso in Edgemont, 4400, Smallville, Stargate SG-1, Cani & gatti - La vendetta di Kitty, Sanctuary, C'era una volta e Fringe. 
Dal 2006 al 2014 ha rivestito inoltre il ruolo dell'agente Buzz McNab in Psych.

## Filmografia

### Cinema
- La regina delle nevi (Snow Queen), regia di David Wu - film TV (2002)
- The Delicate Art of Parking, regia di Trent Carlson (2003) - scene tagliate
- Edison City (Edison), regia di David J. Burke (2005)
- Severed, regia di Carl Bessai (2005)
- Moments, regia di Hayden Baptiste - cortometraggio (2006)
- Missione al buio (Connors' War), regia di Nick Castle (2006)
- In the Name of the King (In the Name of the King: A Dungeon Siege Tale), regia di Uwe Boll (2007)
- How I Married My High School Crush, regia di David Winkler - film TV (2007)
- Alien Trespass, regia di R.W. Goodwin (2009)
- Stupid Chainsaw Tricks, regia di Kellie Ann Benz - cortometraggio (2010)
- Cani & gatti - La vendetta di Kitty (Cats & Dogs: The Revenge of Kitty Galore), regia di Brad Peyton (2010)
- Level Up, regia di Peter Lauer - film TV (2011)
- Psycho, regia di Paul Armstrong - cortometraggio (2012)
- Fred & Ginger, regia di Robert Wenzek - cortometraggio (2012)
- Un amico di nome Duke (Duke), regia di Mark Jean - film TV (2012)
- Abducted: The Carlina White Story, regia di Vondie Curtis-Hall - film TV (2012)
- Ultime ore della Terra (Earth's Final Hour), regia di W.D. Hogan – film TV (2012)
- The Heartless, regia di Byron Lamarque - cortometraggio (2013)
- What an Idiot, regia di Peter Benson (2014)
- Thirty-One Scenes About Nothing, regia di Adam Dent (2014)

### Televisione
- Edgemont - serie TV, 2 episodi (2001-2002)
- Point Blank - serie TV, episodio 1x16 (2002)
- Rockpoint P.D. - serie TV, episodio 1x09 (2003)
- Andromeda - serie TV, episodio 4x08 (2003)
- 4400 (The 4400) - serie TV, episodio 2x07 (2005)
- Smallville  - serie TV, episodio 5x10 (2006)
- Falcon Beach - serie TV, episodio 1x04 (2006)
- Stargate SG-1 - serie TV, episodio 9x15 (2006)
- Psych - serie TV, 56 episodi (2006-2014)
- Riese - serie TV, episodio 1x02 (2009)
- In the Flow with Affion Crockett - serie TV, 6 episodi (2011)
- Sanctuary - serie TV, episodio 4x04 (2012)
- Una sposa per Natale (A Bride for Christmas), regia di Gary Yates – film TV (2012)
- C'era una volta (Once Upon a Time) - serie TV, episodio 1x12 (2012)
- Psych: il musical (Psych: The Musical), regia di Steve Franks – film TV (2013)
- Fringe - serie TV, episodio 5x11 (2013)
- Arctic Air - serie TV, episodio 2x12 (2013)
- Arrow - serie TV, episodio 1x22 (2013)
- Supernatural - serie TV, episodio 9x09 (2013)
- Almost Human - serie TV, episodio 1x08 (2014)
- Psych: The Movie (2017)
- Una serie di sfortunati eventi (A Series of Unfortunate Events) - serie TV, episodi 2x03-2x04 (2018)
- Psych 2: Lassie Come Home (2020)
- Psych 3: This Is Gus (2021)

## Doppiatori italiani
Nelle versioni in italiano delle opere in cui ha recitato, Sage Brocklebank è stato doppiato da:
- Massimo Di Benedetto in The House of the Dead 2 - Uccidili... prima che uccidano te
- Federico Di Pofi in Psych
- Riccardo Scarafoni in C'era una volta
- Stefano Alessandroni in Supernatural